# Matt Ryan
Pour les articles homonymes, voir Matt Ryan (homonymie) et Ryan.
(en) Statistiques sur pro-football-reference
Matthew Thomas « Matt » Ryan, né le 17 mai 1985 à Exton en Pennsylvanie, est un joueur américain de football américain évoluant au poste de quarterback.
Après plusieurs saisons universitaires avec les Eagles de Boston College, il est sélectionné en troisième position par les Falcons d'Atlanta lors de la draft 2008 de la NFL. Nommé titulaire dès sa première saison professionnelle, il aide les Falcons à se qualifier en éliminatoires et est nommé débutant offensif de l'année de la NFL. En 2016, il est désigné meilleur joueur de la ligue et mène son équipe aux portes du Super Bowl LI, perdue contre les Patriots de la Nouvelle-Angleterre. 
Reconnu pour sa durabilité, il joue 14 saisons avec les Falcons avant d'être échangé aux Colts d'Indianapolis en 2022. 
Âgé de 38 ans, Ryan annonce officiellement sa retraite le 22 avril 2024. Au moment de sa retraite, Ryan occupe le 7e rang de l'histoire de la ligue au chapitre des verges obtenues par la passe avec 62 792 verges.

## Biographie

### Carrière universitaire et draft
Étudiant au Boston College, il a joué pour les Eagles de Boston College. Il a remporté le Manning Award et le Johnny Unitas Golden Arm Award en 2007.
Il est sélectionné en à la 3e place (premier tour) par les Falcons d'Atlanta lors de la draft 2008 de la NFL. C'est le premier quarterback sélectionné de cette draft. Il doit remplacer l'ancienne vedette d’Atlanta, Michael Vick, et signe un contrat de six années pour 72 millions de dollars (dont 34 millions de dollars garantis).

### Carrière professionnelle

#### Falcons d'Atlanta

##### Saison 2008
Il est nommé titulaire dès le début de la saison, devenant le premier quarterback rookie à commencer une saison régulière chez les Falcons depuis Steve Bartkowski en 1975. Auteur d'un bon début de saison, il est nommé Rookie du mois d'octobre de la NFC, une première pour un rookie des Falcons, et sélectionné une autre fois comme Joueurs Offensif de la semaine. Avec un bilan de 11-5 et une deuxième place dans la NFC Sud, il parvient à mener son équipe en play-offs, où les Falcons perdent dès les wild-card face aux futurs finalistes du Super Bowl, les Cardinals de l'Arizona.
Il termine la saison avec plus de 3 000 yards au compteur, et n'est que le deuxième quarterback rookie à réaliser une telle performance, avec Peyton Manning (Cam Newton s'y ajoutera aussi, en 2011). Il est logiquement désigné Rookie de l'année.

##### Saison 2009
Toujours titulaire, il est même désigné capitaine offensif par son équipe. Sa saison est toutefois un peu moins bonne, étant légèrement en deçà dans la plupart de ses statistiques par rapport à la saison précédente, et ne permettant pas à son équipe d'atteindre les play-offs. Toutefois, avec un bilan de 9-7, les Falcons, pour la première fois de leur histoire, réussissent à enchaîner deux saisons de suite avec un bilan positif.

##### Saison 2010
Il se reprend cette année-là, et emmène les Falcons au meilleur bilan de la NFC cette saison, avec 13-3, et sont la deuxième meilleure équipe de la NFL, derrière les Patriots de la Nouvelle-Angleterre avec 14-2. Il remporte également la première place de la NFC Sud pour la première fois de sa carrière, devant les Saints de La Nouvelle-Orléans, pourtant vainqueurs du dernier Super Bowl. Qualifiés pour les play-offs, les Falcons s'inclinent toutefois encore dès leur première rencontre, dans un match de Division contre les futurs champions, les Packers de Green Bay.
Il bat durant cette saison la plupart de ses records statistiques personnels, mais aussi de son équipe, notamment dans le nombre de passes tentées (571), complétées (357) ou de victoires en une saison par un seul quarterback (13). Il détient également le record de victoires décrochées au 4e quart-temps cette saison-là, avec 6. Cela lui permet d'être logiquement sélectionné pour son premier Pro Bowl, au cours duquel il fait bonne impression en inscrivant deux touchdowns.

##### Saison 2011
Il réalise, en terme statistique, une nouvelle excellente année, dépassant pour la première fois la barre des 4 000 yards. Son équipe, malgré un bilan de 10-6, ne finit toutefois que deuxième de sa division, ce qui l'oblige à passer par une wild-card en play-offs. Ryan échoue encore une fois dès son premier match de play-offs, avec une défaite face aux futurs champions, les Giants de New York.

##### Saison 2012
Cette saison est l'occasion pour lui de confirmer sa progression. Il amène les Falcons à commencer une saison par 8 victoires consécutives, pour la première fois de leur histoire. Le 18 novembre 2012, il lance pour la première fois de sa carrière 5 interceptions au cours d'un même match, à l'occasion de la victoire 23-19 de son équipe contre les Cardinals de l'Arizona. Il devient toutefois le premier quarterback depuis Bart Starr en 1967 à remporter un match après avoir été autant intercepté.
Malgré ce match, il termine la saison avec les meilleures statistiques de sa carrière, et s'impose parmi les meilleurs quarterbacks de la ligue. Il entraîne ainsi son équipe au bilan de 13-3, qui en fait la meilleure équipe de la NFC et de toute la ligue au cours de cette saison régulière, et décroche son deuxième titre de champion de Division Sud. Il remporte ensuite le premier match de play-offs de sa carrière, en battant in extremis les Seahawks de Seattle (30-28) en match de Division. Le match suivant est une Finale de Conférence contre les 49ers de San Francisco, permettant d'obtenir un ticket pour le Super Bowl XLVII. Au cours d'un match très serré, où il bat les records statistiques de son équipe en play-offs (avec 396 yards, 3 touchdowns et 1 interception), les Falcons sont finalement défaits sur le score de 28 à 24 et éliminés aux portes du Super Bowl.

##### Saison 2013
À la suite de ses bonnes performances de la saison précédente, il signe durant l'inter-saison une extension de contrat de 104 millions de dollars sur cinq ans. Cette saison est pourtant bien compliquée pour Ryan et son équipe : parmi les favoris pour le Super Bowl avant la saison, les Falcons connaissent une saison cauchemardesque avec seulement 4 victoires et 12 défaites, le pire bilan depuis l'arrivée de Ryan. Néanmoins il n'est pas l'entier responsable de cette débâcle : bien que ses statistiques soient légèrement plus mauvaises que la saison précédente (26 touchdowns pour 17 interceptions, et une évaluation de 89.6), il reste l'un des quarterbacks les plus solides de la ligue en complétant 67,4 % de ses passes pour 4 515 yards, faisant de lui le quatrième quarterback de la saison dans ces deux catégories.

##### Saison 2014

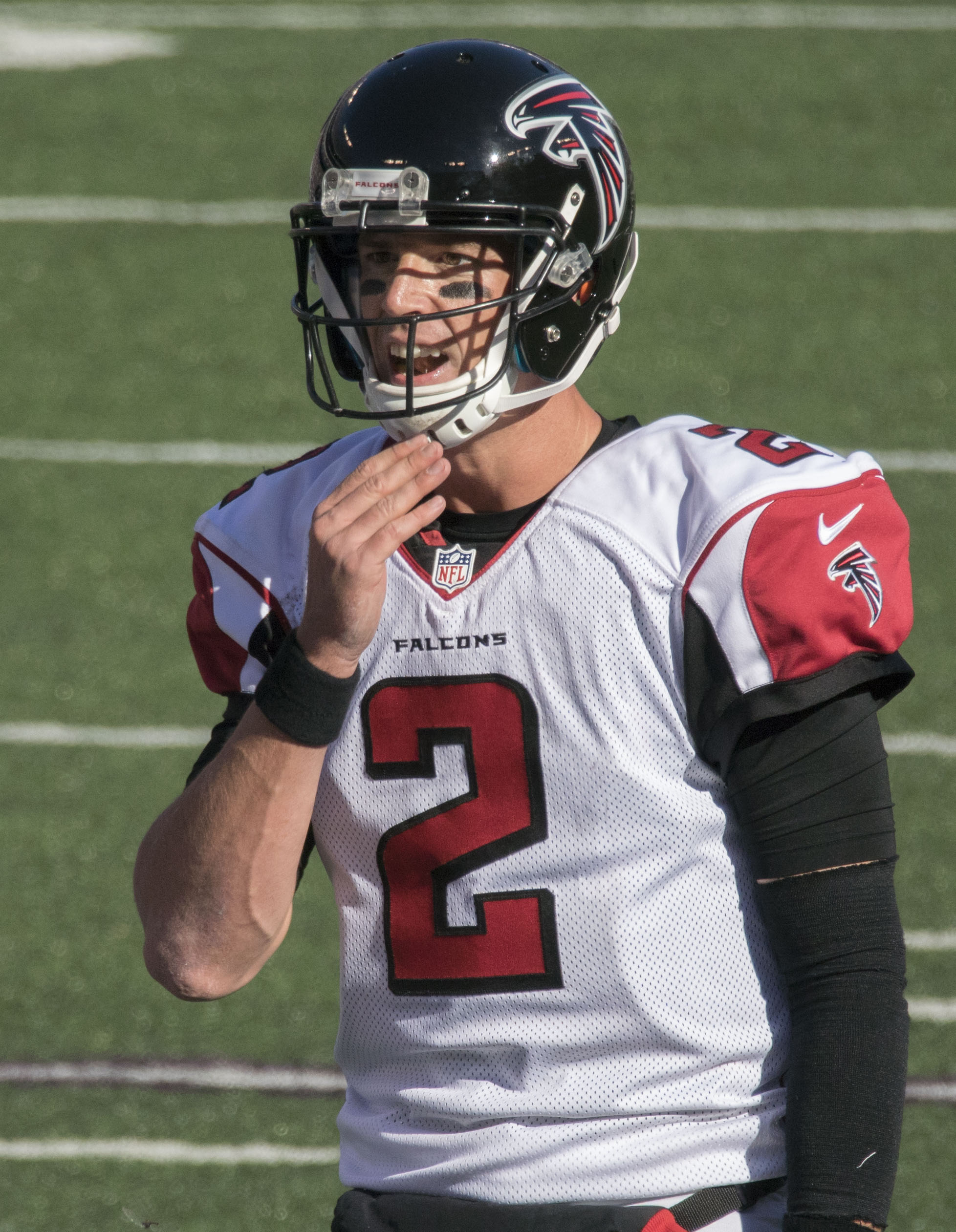
Matt Ryan en 2014, lors d'un match face aux Ravens.

Lors de la saison 2014, Matt Ryan mène les Falcons d'Atlanta à un bilan de six victoires et dix défaites. Il lance pour 4 694 yards, 28 touchdowns et 14 interceptions. Ryan manque les rencontres éliminatoires pour la deuxième année consécutive.

##### Saison 2015
La saison 2015 de Matt Ryan est difficile pour le joueur qui trouve peu de solutions offensives à la passe. Il marque 21 touchdowns et lance presque autant d'interceptions avec 16. Il subit également 12 fumbles, dont cinq perdus par son équipe.

##### Saison 2016
Après trois saisons difficiles, Matt Ryan revient sur le devant de la scène en 2016. Dès la quatrième semaine de la saison, il lance pour un record de franchise de 503 yards et 4 touchdowns, aidé par une performance historique à 300 yards de Julio Jones. Ils deviennent ensemble le premier duo à combiner 500 yards à la passe et 300 yards à la réception dans la même rencontre. Après une saison régulière à 11 victoires et 5 défaites, Matty Ice enchaîne lors des rencontres éliminatoires. Désigné meilleur joueur de la saison, il contribue à éliminer les Seahawks de Seattle puis les Packers de Green Bay. Contre les Packers, Ryan lance pour 392 yards à la passe, quatre touchdowns et marque un cinquième touchdown à la course. Qualifié pour la première fois de sa carrière, il est opposé aux Patriots de la Nouvelle-Angleterre de Tom Brady lors du Super Bowl LI. En position pour remporter le Super Bowl, il échoue à conclure la rencontre et laisse les Patriots à portée. Ryan et les Falcons finissent par s'incliner en prolongation, sans que Matt Ryan ne puisse entrer sur le terrain lors de celle-ci. Il termine néanmoins le Super Bowl avec 284 yards à la passe et deux touchdowns.

#### Colts d'Indianapolis
Après 14 saisons passées avec les Falcons, il est échangé aux Colts d'Indianapolis contre une sélection de troisième tour en vue de la draft 2022 de la NFL. Il est licencié par les Colts à l'issue de la saison 2022.

## Statistiques de sa carrière professionnelle
| Année  | Équipe            | MJ     |         | Passes   | Passes | Passes | Passes | Passes | Passes | Passes  |       | Courses | Courses | Courses | Courses |  | Fumbles | Fumbles |
| Année  | Équipe            | MJ     | Tentées | Réussies | Pct.   | Yards  | TD     | Int.   | Éval.  | Tentées | Yards | Moy.    | TD      | Nb.     | Perdus  |  |         |         |
| 2008   | Falcons d'Atlanta | 16     | 434     | 265      | 61,1   | 3 440  | 16     | 11     | 87,7   | 55      | 104   | 1,9     | 1       | 6       | 1       |  |         |         |
| 2009   | Falcons d'Atlanta | 14     | 451     | 263      | 58,3   | 2 916  | 22     | 14     | 80,9   | 30      | 49    | 1,6     | 1       | 5       | 2       |  |         |         |
| 2010   | Falcons d'Atlanta | 16     | 571     | 357      | 62,5   | 3 705  | 28     | 9      | 91,0   | 46      | 122   | 2,7     | 0       | 4       | 3       |  |         |         |
| 2011   | Falcons d'Atlanta | 16     | 566     | 347      | 61,3   | 4 171  | 29     | 12     | 92,2   | 37      | 84    | 2,3     | 2       | 5       | 3       |  |         |         |
| 2012   | Falcons d'Atlanta | 16     | 615     | 422      | 68,6   | 4 719  | 32     | 14     | 99,1   | 34      | 141   | 4,1     | 1       | 3       | 2       |  |         |         |
| 2013   | Falcons d'Atlanta | 16     | 641     | 439      | 67,4   | 4 515  | 26     | 17     | 89,6   | 17      | 55    | 3,2     | 0       | 5       | 4       |  |         |         |
| 2014   | Falcons d'Atlanta | 16     | 628     | 415      | 66,1   | 4 694  | 28     | 14     | 93,9   | 29      | 145   | 5,0     | 0       | 5       | 2       |  |         |         |
| 2015   | Falcons d'Atlanta | 16     | 614     | 407      | 66,3   | 4 591  | 21     | 16     | 89,0   | 36      | 63    | 1,8     | 0       | 12      | 5       |  |         |         |
| 2016   | Falcons d'Atlanta | 16     | 534     | 373      | 69,9   | 4 944  | 38     | 7      | 117,1  | 35      | 117   | 3,3     | 0       | 4       | 2       |  |         |         |
| 2017   | Falcons d'Atlanta | 16     | 529     | 342      | 64,7   | 4 095  | 20     | 12     | 91,4   | 32      | 143   | 4,5     | 0       | 4       | 3       |  |         |         |
| 2018   | Falcons d'Atlanta | 16     | 608     | 422      | 69,4   | 4 924  | 35     | 7      | 108,1  | 33      | 125   | 3,8     | 3       | 10      | 5       |  |         |         |
| 2019   | Falcons d'Atlanta | 15     | 616     | 408      | 66,2   | 4 466  | 26     | 14     | 92,1   | 34      | 147   | 4,3     | 1       | 9       | 5       |  |         |         |
| 2020   | Falcons d'Atlanta | 16     | 626     | 407      | 65     | 4 581  | 26     | 11     | 93,3   | 29      | 92    | 3,2     | 2       | 6       | 3       |  |         |         |
| 2021   | Falcons d'Atlanta | 17     | 560     | 375      | 66,9   | 3 968  | 20     | 12     | 90,4   | 40      | 82    | 2,1     | 1       | 11      | 4       |  |         |         |
| Totaux | Totaux            | Totaux | 8 003   | 5 242    | 65,5   | 59 735 | 367    | 170    | 94,2   | 487     | 1 469 | 3       | 12      | 89      | 44      |  |         |         |